# Kazakowo (obwód lipiecki)
Kazakowo (ros. Казаково) – wieś (ros. село, trb. sieło) w zachodniej Rosji, centrum administracyjne sielsowietu spasskiego rejonu wołowskiego w obwodzie lipieckim.

## Geografia
Miejscowość położona nad rzeką Dubawczik, 8,5 od centrum administracyjnego rejonu (Wołowo), 125 km od stolicy obwodu (Lipieck).
W granicach miejscowości znajdują się ulice: Mołodiożnaja, Nowaja, Sowietskaja.

## Demografia
W 2012 r. miejscowość zamieszkiwało 327 osób.